# Amarilis

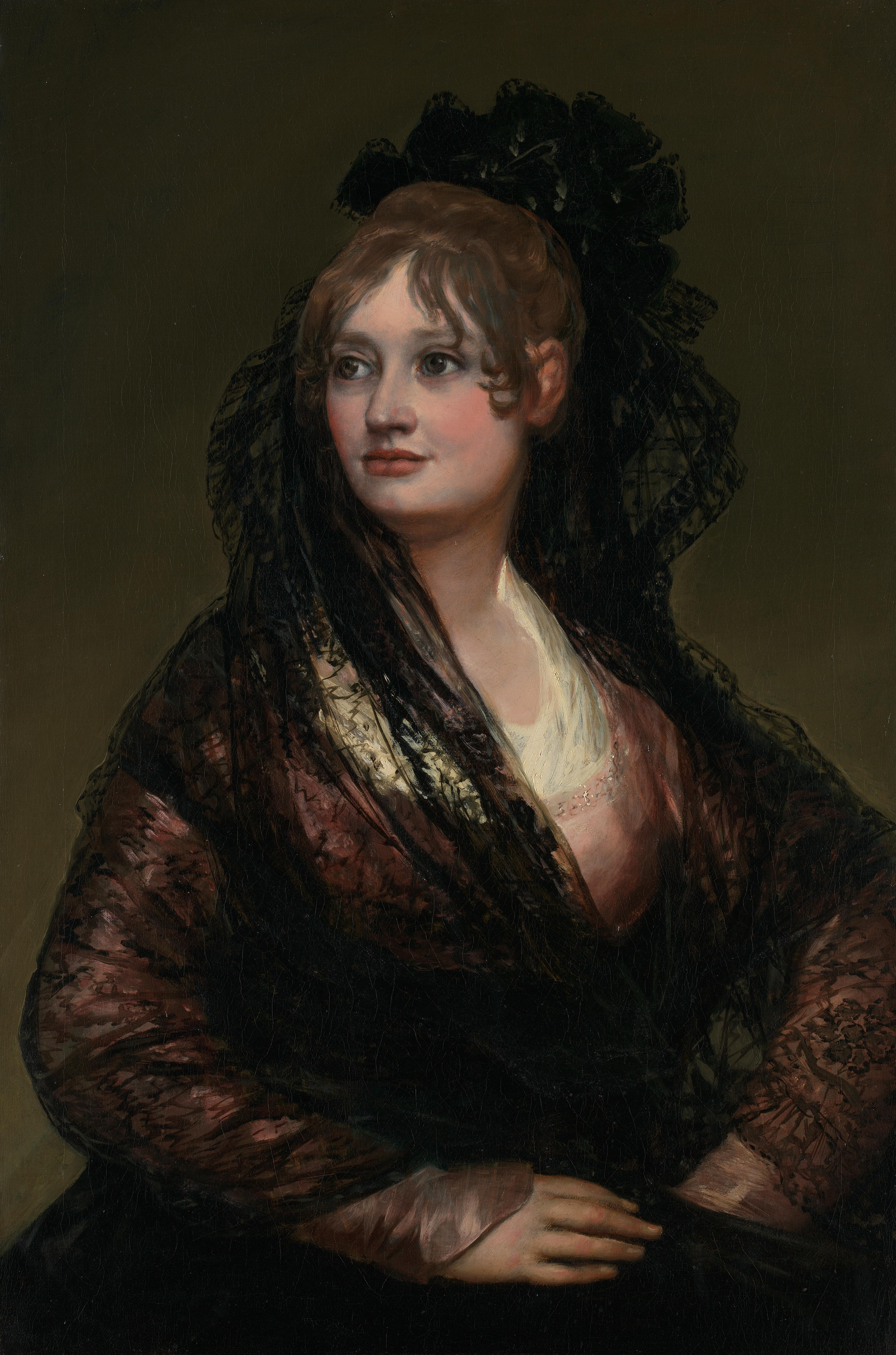
Amarilis

Amarilis fue, al parecer, una poetisa anónima peruana de finales del siglo XVI. Se cree que nació en  Huánuco. No se sabe a ciencia cierta si fue hombre o mujer, aunque se cree que fue mujer por la lectura de su único poema. Sobre su vida se sabe poco, tan solo se desprenden datos del análisis de su obra, donde afirma que vivió en un convento después de la muerte de sus padres. Era admiradora de la obra de Félix Lope de Vega a quien envió su poema Epístola a Belardo, que fue publicado en 1621 en La Filomena, obra de Lope de Vega. Desde el punto de vista formal, su poema reposa en las concepciones propias de los cánones barrocos. Amarilis, como se le conocía, es una de las representantes más importantes de la literatura del virreinato.

## Hipótesis de su identidad

### María de Rojas y Garay
Según Guillermo Lohmann Villena, su nombre verdadero era María de Rojas y Garay (~1594-1622). Con certeza se debe afirmar la teoría de Lohmann debido a sus fundamentos biográficos así como tomando en cuenta la Epístola a Belardo publicada en 1621. Huérfana, provenía de dos familias inquisidoras ilustres que fundaron la ciudad de León (antiguo nombre de Huánuco). Fue pupila seglar del beaterio de las Agustinas Recoletas de Lima, donde recibiría una estricta y amplia formación renacentista. María de Rojas se exclaustraría en 1617, para contraer matrimonio. Falleció en 1622, poco antes de que llegaran al Perú las primeras copias de La Filomena de Lope de Vega.

### Otras posibles identidades
Según Luis Alberto Sánchez, su nombre verdadero era María Tello de Lara. Otras fuentes mencionan que pudo tratarse de María de Figueroa o de María de Alvarado. Académicos como Ricardo Palma han sospechado que Amarilis se trataría más bien de varón.

## Epístola a Belardo 1615
La Epístola de Amarilis a Belardo es una carta compuesta como una canción petrarquista, dirigida a Belardo Lope de Vega y cuya finalidad es expresar el amor que ha infundido su obra en la indiana Amarilis. Se trata de una fusión de dos formas líricas: la epístola, por un lado, y la canción petrarquista, por otro; es un poema de 355 versos, divididos en estrofas de dieciocho versos cada una; y una de once (la última)  Estas estrofas alternan irregularmente versos de once y de siete sílabas.  Esta forma poética se llama silva, estrofa que fuera muy usada en el Siglo de Oro. 
Básicamente la Epístola es una composición de tema amoroso desarrollado sobre el molde de la poesía culta española de su tiempo (que también usaba la silva frecuentemente para ese tema).

## Nacimiento y muerte
No se sabe nada sobre su nacimiento o muerte pero si supuestos acercamientos. Su posible nacimiento se acerca entre 1585-1595 y su posible muerte ronda entre 1661-1664